# Muroto
Muroto (室戸市 Muroto-shi?) este un municipiu din Japonia, prefectura Kōchi.